# Floriane Liborio
Floriane Liborio (16 marzo 1988) è una taekwondoka francese.

## Palmarès

### Mondiali
- Bronzo a Puebla 2013

### Europei
- Oro a Campionati europei di taekwondo 2010
- Oro a Campionati europei di taekwondo 2012
- Bronzo a Campionati europei di taekwondo 2016